# سلوى صباح الأحمد الجابر الصباح
الشيخة سلوى صباح الأحمد الصباح (17 يونيو 1951 - 21 يونيو 2002)، الابنة الوحيدة لأمير دولة الكويت الخامس عشر الشيخ صباح الأحمد الجابر الصباح من زوجته الشيخة فتوح السلمان الحمود الصباح.

## حياتها العائلية
توفيت والدتها وهي في ريعان شبابها فقامت بدور الأم والأخت لأخوانها، وعرفت باعتنائها بوالدها وملازمتها له حتى إنها لمدة طويلة اعتزلت الحياة العامة للقيام بذلك الدور. وحينما سُأل والدها عنها في مقابلة أجرها معه الإعلامي يوسف الجاسم رد «إني أفتقدها وهي كانت مالية علي البيت وحافظة وجامعة لإخوانها بعد وفاة والدتها»

## العمل الاجتماعي
كانت تهتم بالعمل الاجتماعي لكن دون بهرجة إعلامية ولا من خلال المناصب، ولقبت من قبل دور الرعاية الكويتية بعد وفاتها بأم اليتامى. وفي فترة ما قبل المرض كان لها دورًا بارزًا في رعاية الأسواق الخيرية.

### كريمة وزير الخارجية
أعانت والدها في الشق الاجتماعي لدوره الدبلوماسي، فكانت تقيم على بعض الضيوف على الكويت ومن أبرزهم السيدة باربرا بوش، عقيلة الرئيس الأمريكي الحادي والأربعين جورج بوش خلال زيارتهما للكويت بعد التحرير.

## المرض والوفاة
أصيبت بمرض السرطان مما جعلها تترك الكويت لفترة سنة ونصف قبل وفاتها، فسكنت في لندن لتلقي العلاج. توفيت في 21 يونيو 2002 في أحد مستشفيات لندن وتم نقل جثمانها إلى الكويت ودفنت في مقبرة الصليبيخات في اليوم التالي في جنازة كبيرة.

## حياتها العائلية
تزوجت من الشيخ فهد الدعيج السلمان الحمود الصباح، وأنجبا:
- الشيخة حصة.
- الشيخة سارة.
- الشيخ أحمد.
- الشيخ دعيج.